# Belenići
Belenići är en ort i Bosnien och Hercegovina.   Den ligger i entiteten Federationen Bosnien och Hercegovina, i den södra delen av landet, 120 kilometer söder om huvudstaden Sarajevo. Belenići ligger 615 meter över havet och antalet invånare är 137.
Terrängen runt Belenići är huvudsakligen kuperad, men åt nordost är den bergig.Runt Belenići är det ganska tätbefolkat, med 230 invånare per kvadratkilometer.. Närmaste större samhälle är Ljubinje, 17,0 kilometer norr om Belenići. 
Omgivningarna runt Belenići är en mosaik av jordbruksmark och naturlig växtlighet.